# Розен-метод
Ро́зен-метод — система упорядоченных телодвижений, направленных на расслабление и растяжку мышц. Метод был создан в 70-х годах XX века и назван по имени своей создательницы — американского физиотерапевта Мэрион Розен. Относится к числу производных (синтетических) методов телесно-ориентированной психотерапии нового поколения.
Согласно "Clinician's Complete Reference to Complementary and Alternative Medicine", розен-метод «идеально подходит» для людей, страдающих от артритов, болей в спине, хронической усталости, головных болей и стресса. Это «один из лучших подходов» для лечения астмы, колик, повышенного давления, бессонницы, запоров, предменструальных синдромов, остеоартрозов и синдрома усталых ног. Его рассматривают как «полезную дополнительную терапию» при аллергиях, колитах и болезни Крона, эмфиземах, а также во время послеродового ухода, во время беременности и рождения ребёнка. Некоторые также используют розен-метод для эмоционального и духовного развития.
Сессии розен-метода проходят на массажном столе. Пациента просят раздеться до нижнего белья и накрывают простынёй. Во время сессии специалист использует мягкие прямые и в то же самое время неманипулирующие прикосновения для того чтобы помочь клиенту осознать хронические напряжения, таящиеся в его теле. Специалист наблюдает за изменениями в дыхании и мышцах. Он отмечает эти изменения как словами, так и прикосновениями, что помогает клиенту осознать свои подавленные воспоминания и чувства. Когда напряжённые мышцы расслабляются, то дыхание становится более свободным и клиент может почувствовать прилив сил, появляется более глубокое самоощущение.
Розен-сессии обычно длятся 45-50 минут и проводятся 1 раз в неделю или 1 раз в две недели. Количество и частота сеансов зависят от целей клиента.